# Амрани, Джамаль
Джамаль Амрани (фр. Djamel Amrani; 29 августа 1935, Сур-эль-Гозлан, Французский Алжир — 2 марта 2005, Алжир) — алжирский писатель
, поэт, публицист, драматург, журналист, дипломат. Участник национально-демократической революции в Алжире.

## Биография
Получил образование в 1952 году в коммунальной школе Бир-Мурад-Раиса. В мае 1956 года принял участие в забастовке алжирских студентов. В 1957 году был арестован французскими колониальным властями, подвергнут пыткам и заключён в тюрьму. В 1958 году, после освобождения из тюрьмы, был депортирован во Францию.
В 1960 году повстречался с Пабло Нерудой и создал газету Chaâb. В 1966 году стал продюсером программы Магриб на французском радио.
До того как заняться литературным творчеством был профессиональным дипломатом и журналистом.

## Творчество
Дебютировал в 1960 году, напечатав в Париже в подпольном издательстве «Минюи» свою первую автобиографическую книгу Le Témoin (Свидетель). Писал на французском языке.
В документальной повести «Свидетель» (1960, рус. пер. 1964) Д. Амрани увековечил участников войны за независимость Алжира, среди которых были его отец и брат.
Бедствия военного времени, мужество безымянных героев, отвага женщин — темы его рассказов «Никогда не вернётся» (1964), «Латма, верная жена» (1964, рус. пер. 1972).
Стихи, песни и новеллы, рождённые революцией и войной, вошли в его книгу «Солнце среди ночи» (1964).
Д. Амрани — автор патриотической пьесы «Не случайно» (1973), сборника рассказов «На закате» (1978), сборников поэзии «Уверенность» (1968), «Обозримое» (1972), «Ослепительно солнечные дни», рассказа «Отец» (в сборнике «Земля и кровь: Современная проза Алжира», М. Художественная литература, 1983).
Автор радиопередач, которые привлекали широкую аудиторию такими шоу, как «Непрерывная поэзия» .

## Награды
- Лауреат медали имени Пабло Неруды (2004) за работы, опубликованные в 1964—2003 годах.